# ASKA THE MELODY YOU HEARD THAT NIGHT 昭和が見ていたクリスマス
『ASKA THE MELODY YOU HEARD THAT NIGHT 昭和が見ていたクリスマス』（アスカ・ザ・メロディー・ユー・ハード・ザット・ナイト しょうわがみていたクリスマス）は、ASKAの映像作品。2010年3月24日にDVDで発売され、2012年5月23日にBlu-rayで発売された。発売元はユニバーサルミュージック。

## 解説
2009年12月、ミニ・アルバム『STANDARD』を引っ提げ、名古屋国際会議場センチュリーホール、東京国際フォーラムA、グランキューブ大阪の3か所で行ったコンサート『ASKA THE MELODY YOU HEARD THAT NIGHT 昭和が見ていたクリスマス』の中から、東京国際フォーラムA公演の模様が収録されている。

## 収録曲
1. Smile
作詞：ジョン・ターナー／ジェフリー・パーソンズ　作曲：チャールズ・チャップリン
チャールズ・チャップリンのカバー。
2. Fly me to the moon
作詞：バート・ハワード　作曲：ASKA
フェリシア・サンダーズのカバー。
3. Love Affair
作詞・作曲：ASKA
4. 君は薔薇より美しい
作詞：門谷憲二　作曲：ミッキー吉野
5. 君をのせて
作詞：岩谷時子　作曲：宮川泰
沢田研二のカバー。アルバム『NEVER END』にも収録されている。
6. 生きがい
作詞：山上路夫　作曲：渋谷毅
由紀さおりのカバー。この楽曲は2012年に改めてレコーディングされ、カバー・アルバム『「僕にできること」いま歌うシリーズ』に収録され、音源化された。
7. 夜空を仰いで
作詞・作曲：弾厚作
加山雄三のカバー。1997年に発売された加山雄三のトリビュート・アルバム『60 CANDLES』にも収録されている。
8. Stardust
作詞：ミッチェル・パリッシュ　作曲：ホーギー・カーマイケル
9. お・や・す・み
作詞・作曲：ASKA
10. Over the Rainbow
作詞：エドガー・イップ・ハーバーグ　作曲：ハロルド・アーレン
ジュディ・ガーランドのカバー。
11. 心に花の咲く方へ
作詞・作曲：ASKA
12. Love is alive
作詞・作曲：ASKA
13. 野いちごがゆれるように
作詞・作曲：ASKA
14. シルバーパラダイス
作詞・作曲：ASKA
15. HANG UP THE PHONE
作詞・作曲：ASKA
16. 僕はこの瞳で嘘をつく
作詞・作曲：ASKA
17. The Christmas Song
作詞：ロバート・ウェルズ　作曲：メル・トーメ
18. 世界にMerry X'mas
作詞・作曲：ASKA
19. PRIDE
作詞・作曲：ASKA
20. UNI-VERSE
作詞・作曲：ASKA
21. 見上げてごらん夜の星を
作詞：永六輔　作曲：いずみたく
坂本九のカバー。この楽曲は「生きがい」と同様に2012年に改めてレコーディングされ、カバー・アルバム『「僕にできること」いま歌うシリーズ』に収録され、音源化された。
22. YAH YAH YAH
作詞・作曲：ASKA
23. 廃虚の鳩
作詞：山上路夫　作曲：村井邦彦
ザ・タイガースのカバー。この楽曲は2011年に改めてレコーディングされ、配信限定シングルとしてリリースされた。
作詞・作曲：ASKA
24. Good Night
作詞：ジョン・レノン／ポール・マッカートニー　作曲：ポール・マッカートニー